# Fox terrier

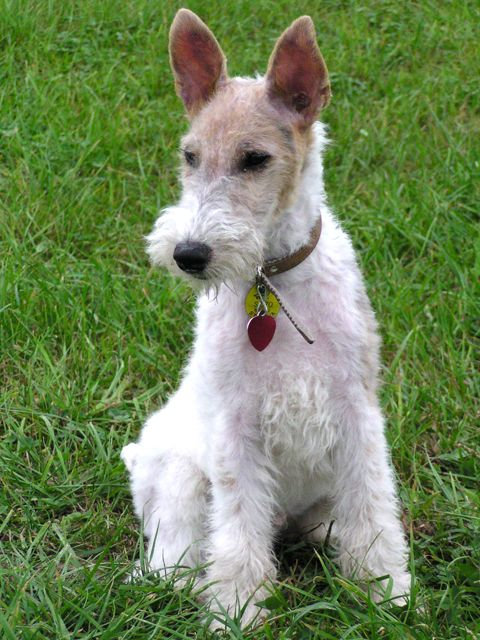
Fox Terrier a pelo duro

Fox Terrier è il nome che viene dato a due distinte razze canine riconosciute inizialmente dal Kennel Club inglese. Fanno entrambe parte del terzo gruppo canino, quello dei terrier. Per quanto il nome sia il medesimo esistono due razze distinte che portano il nome fox terrier: il fox terrier a pelo liscio ( in inglese smooth fox terrier) e il fox terrier a pelo ruvido (in inglese wire fox terrier). Nonostante questo è bene notare che la sola differenza tra le due razze e tra i due standard, che a prima vista possono apparire molto diversi, consiste nella tessitura del pelo. La varietà a pelo ruvido ha, infatti, un mantello ispido, duro e spesso, mentre quella a pelo liscio presenta un fitto mantello aderente e lucido, uniforme su tutto il corpo.

## Storia
Le origini delle due razze sono molto antiche, secondo il Kennel Club la definizione terrier viene dal latino terra e indicava un gruppo di cani, tra cui gli antenati del fox, che avevano lo scopo di lavorare "sul terreno" andando a caccia e con il compito di snidare le prede perché i cacciatori potessero predarle. Questa funzione si è nel tempo specializzata ed affinata sino a distinguere le varie e differenti specie di terrier di cui il fox terrier è uno dei capostipiti. Sino ai primi del Novecento il Kennel Club non distingueva il fox a pelo liscio da quello a pelo ruvido tanto che erano consueti gli incroci tra esemplari appartenenti alle due diverse razze. Successivamente le razze hanno avuto distinti standard che, come già detto, si distinguono solo ed unicamente per le caratteristiche del pelo.
In Inghilterra, luogo d'origine della razza, il fox era il cane prediletto per stanare la volpe dalla tana. Questa caratteristica della razza si è mantenuta immutata ed ancora oggi un fox è capace di introdursi nella tana di una volpe, percorrerla, scovare la volpe e minacciarla al punto da costringerla a fuggire dalla tana in modo che i cacciatori possano intervenire. Questo compito rendeva i fox cani che stavano separati dal resto della muta canina che cacciava la volpe. Al tempo stesso gli inglesi hanno spesso utilizzato i fox come cani sterminatori di ratti.
Il fox terrier è stato un cane molto popolare per tutta la fine dell'Ottocento e per la prima metà del Novecento. Il primo a lanciarne la moda è stato probabilmente re Edoardo VII del Regno Unito, proprietario di un wired fox terrier chiamato Caesar of Notts che fece diventare questa razza molto popolare nei salotti dell'aristocrazia inglese. Ha contribuito alla fama del fox anche lo scrittore Jerome K. Jerome che nel 1889 ha inserito nel suo romanzo Tre uomini in barca (per non parlar del cane) il buffo fox terrier Montmorency.
Nel 1928 ebbe una sua popolarità anche Titina, la fox terrier che accompagnò il capitano Umberto Nobile nelle sue trasvolate polari, salvandosi insieme a lui dopo il catastrofico incidente occorso al dirigibile Italia.
Negli anni 30 ebbe molta popolarità il fox terrier Asta, cane da compagnia dei coniugi detective Nick e Nora nella famosa serie di film de L'Uomo Ombra; era interpretato da Skippy, un fox addestrato a Hollywood che comparve successivamente anche nel film Susanna! Un famosissimo wire fox terrier (bianco) nei fumetti è Milou, compagno di avventure di Tintin, creato dall'autore belga Hergé. Successivamente un altro fox terrier molto celebre nel Regno Unito fu Beauty, il primo cane che venne adoperato per il soccorso nelle macerie nel corso della Seconda guerra mondiale.

## Caratteristiche
La razza riconosciuta dall'ENCI (Ente Nazionale Cinofilia Italiana) fa parte del terzo gruppo di razze secondo la divisione della Federazione Cinologica Internazionale "Terrier" nelle esposizioni canine dove i soggetti vengono valutati secondo standard di razza da esperti giudici.
L'altezza al garrese dei maschi non deve essere maggiore dei 39 cm. Le femmine sono leggermente più piccole. Il peso ideale per i maschi è di 8,25 kg e di 7,1 per le femmine.
La linea superiore del cranio è quasi piatta e va restringendosi verso il tartufo. Il muso deve risultare lungo quanto il cranio e lo stop è poco marcato.
Gli occhi sono infossati, piccoli e di colore scuro e di espressione vivace (non a mandorla). Le orecchie, inserite alte, si ripiegano a metà sul davanti con forma a "V". Il collo, robusto e con una buona muscolatura, si allarga verso il garrese all'incollatura con le spalle. Il dorso è solido e la groppa rettilinea. 
La coda viene tagliata generalmente ad un terzo circa della lunghezza ed è portata alta: è l'unico terrier che porta la coda a candela. Il mantello si presenta fitto e con colorazione bianca, eventualmente con macchie nere o marroni. Negli esemplari a pelo ruvido il mantello è sempre tricolore, cioè con base bianca e macchie nere e tan (arancio). Il mantello ruvido ha un pelo ritorto tipo stuoia di cocco ed è mantenuto in ordine da una tecnica di toelettatura detta stripping da praticarsi una volta ogni 2/4 mesi.

## Carattere
Il Fox Terrier è un cane coraggioso, vivace, allegro, vigile, determinato, astuto e sicuro di sé. Essendo molto intelligente, apprende velocemente. Può dimostrarsi piuttosto ostinato, caratteristica comune ad altri terrier. E l'addestramento deve essere quindi inflessibile e coerente.

I fox terrier, come d'altronde tutti i terrier, devono essere educati per mitigare il loro carattere forte ed hanno bisogno di capire subito il loro ruolo in famiglia: una volta stabilito il capobranco gli altri esemplari si adattano alla gerarchia e sono vispi e giocherelloni, molto affettuosi con i bambini e fedeli a tutta la famiglia, intelligenti e curiosi. Occorre tuttavia ricordare che il Fox Terrier ha mascelle molto forti e una dentatura che in proporzione è tre volte superiore alla sua taglia. È dunque sempre necessario fare attenzione in certi frangenti, per esempio quando i maschi si trovano di fronte ad altri maschi e possono esprimere tutta la loro aggressività. Anche per questo è consigliabile tenere un solo esemplare in famiglia o al massimo una coppia.

## Impiego
Come si evince dal nome, in origine veniva utilizzato per la caccia alla volpe - con la quale era capace di battersi ad armi pari - e ad altri animali considerati nocivi, come il tasso. Oggi (per merito soprattutto della piacevolissima estetica) è soprattutto un cane da compagnia ma i suoi istinti venatori sono ancora oggi molto evidenti e, se a tal fine addestrato, può essere ancora un ottimo cane da caccia in tana. Come abbaiatore, è anche considerato un buon guardiano dell'appartamento e dell'automobile.

## Cura e igiene
Generalmente non emana odori sgradevoli e gli esemplari a pelo liscio non perdono pelo: tutte queste caratteristiche lo rendono un apprezzato cane da compagnia e da appartamento. La variante a pelo ruvido deve essere spazzolata vigorosamente per togliere i nodi che spesso si formano nel pelo. Abituarlo da cucciolo alla spazzolatura del mantello faciliterà il padrone quando il cane sarà adulto e i Fox Terrier a pelo liscio in particolare sono rinomati per la gioia con cui si sottopongono a questa pratica.